# Lisne
Lisne  (ucraniano: Лісне) es un pueblo del Raión de Bolhrad en el Óblast de Odesa de Ucrania. Según el censo de 2001, tiene una población de 1318 habitantes.